# Assise de Clarendon
Ne doit pas être confondu avec les Constitutions de Clarendon de 1164.
L’assise de Clarendon (Assize of Clarendon, en anglais) est un acte de Henri II d'Angleterre daté de 1166 qui a amorcé une transformation du droit anglais et conduit au procès par jury dans les pays de common law du monde entier. Ce texte fixe la procédure à suivre en matière de meurtre, de vol et de brigandage pour la poursuite et le jugement des coupables.
Les systèmes antérieurs pour décider de la partie gagnante dans une affaire pénale comprenaient notamment le jugement par ordalie, le duel judiciaire et la compurgation (serment judiciaire), dans lesquels la recherche des preuves et l'enquête étaient faites sous serment par des laïcs, des chevaliers ou de simples hommes libres. À la suite de l'assise de Clarendon, le jury s'est développé, bien que certains historiens affirment que les débuts du système de jury sont antérieurs à cet acte. L'assise de Clarendon n'a pas conduit à ce changement immédiatement ; par exemple, le recours au procès par combat n'a été officiellement aboli qu'en 1819, bien qu'entre-temps il soit tombé en désuétude. 
Cet acte, rédigé en latin et comprenant 22 articles, tire son nom du palais de Clarendon, dans le Wiltshire, le pavillon de chasse royal où il a été promulgué. Sur le plan historique, c'est une étape du renforcement du pouvoir royal sous Henri II. L'assise de Clarendon a été complétée et son domaine d'application élargi par l'assise de Northampton en 1176.

## Contexte politique et social de l'assise de Clarendon
En 1154, Henri II hérite du trône d'une Angleterre troublée. Les croisades battent leur plein, une entreprise militaire qui éloigne les nobles propriétaires de leurs châteaux pendant des années. Les terres inoccupées et non réclamées attirent les squatters ; comme il n'y avait pas de système de cadastre en Angleterre à l'époque et que le fait de savoir qui possédait quel fief était confié à la mémoire humaine, des litiges surgissaient lorsque les nobles revenaient ou mouraient à des milliers de kilomètres de chez eux.
Un autre problème, encore plus grave, est celui des suites de la période dite de l'Anarchie, une guerre civile désastreuse entre le roi Étienne (Étienne de Blois) et sa cousine et rivale Mathilde, fille du roi Henri Ier. Les deux factions avaient engagé des mercenaires et, lorsqu'il n'y eut plus personne pour les payer, beaucoup se tournèrent vers le brigandage et d'autres formes de violence. La criminalité a suivi l'effondrement de l'autorité locale. La querelle entre Étienne et Mathilde a engendré aussi des problèmes de propriété foncière : les communautés étant divisées, les deux factions étaient heureuses de récompenser leurs partisans avec les terres des opposants locaux. 
Enfin, il y a un conflit de longue date impliquant l'église catholique, qui culmine avec le meurtre de Thomas Becket, l'archevêque de Canterbury. Le problème pour le roi était que l'Église se comportait comme un État dans l'État, qui n'était que partiellement, voire pas du tout, soumis aux lois royales. L'Église était un grand propriétaire foncier et gérait son propre système judiciaire, qui ne dépendait pas d'Henri mais du pape. Henri voulait établir un système de justice qui élargirait le pouvoir de la Couronne aux dépens du clergé.

## Les assises
Henri a donc promulgué diverses assises. La principale et la plus générale, l'assise de Clarendon, fut publiée en 1166. D'autres, les "petites" assises connues respectivement sous le nom d'assise de novel disseisin, d'assise de mort d'ancestor et d'assise de darrein presentment introduisaient des dispositions plus spécifiques. La plus populaire est devenue l’assse of novel disseisin, qui, en Law French (langue juridique formée à partir de l'anglo-normand, en usage à l'époque dans les tribunaux d'Angleterre) signifiait quelque chose de proche de l’assze of recent dispossession. Ceux qui avaient été récemment dépossédés de leurs terres pouvaient en recouvrer l'usage en recourant à ces assises, ce qui donna lieu à une méthode de procès alors innovante. Douze des « hommes les plus légitimes » de la localité étaient convoqués par le shérif du roi pour déterminer, sur la base de leurs propres connaissances, qui avait droit à la propriété. Cette méthode de procédure innovante, à l'origine du petit jury civil en common law, visait à remédier au chaos introduit dans les droits de propriété par les croisades et la guerre civile.
La véritable mesure de l'ingéniosité d'Henri, cependant, se manifeste dans ses innovations en matière de justice criminelle. Henri a nommé des juges en eyre, des juges itinérants qui se déplaçaient de ville en ville. À leur arrivée, ils demandaient eux aussi au shérif de convoquer douze hommes libres des environs. Ces douze hommes libres étaient un prototype de grand jury. Ils étaient appelés à rapporter sous serment toute accusation de crime dont ils avaient connaissance dans la communauté. En théorie, à l'époque comme aux États-Unis et au Liberia aujourd'hui, le grand jury ne portait que des accusations ; il ne concluait ni à la culpabilité ni à l'innocence. Les crimes devant faire l'objet d'une enquête étaient spécifiés dans l'assise de Clarendon comme étant le vol, le meurtre ou le brigandage, ainsi que le fait d'héberger un voleur, un assassin ou un brigand. L'assise de Northampton (1176) y ajoute la contrefaçon, la falsification et l'incendie criminel.
Ces nouvelles assises suppriment l'ancienne forme de procès dite de compurgation dans les accusations portées par le grand jury. En vertu de la compurgation, un accusé qui jurait ne pas avoir commis le crime, et qui trouvait un nombre suffisant de ses voisins pour jurer qu'ils le croyaient, était acquitté. La compurgation n'est plus possible pour les accusations portées par le grand jury.
Le seul procès dont disposait l'accusé restait la traditionnelle ordalie, plus précisément dans l'assise de Clarendon, l'épreuve de l'eau. Néanmoins, Henry n'accordait pas une grande confiance aux résultats de l'épreuve. Le malheureux criminel qui était condamné par l'épreuve était généralement exécuté. Cependant, l'assise de Northampton (1176) prévoyait que la perte de la main droite s'ajouterait à une peine antérieure de perte d'un pied pour ceux qui échouaient à l'épreuve. Cela implique que l'exécution n'était pas le résultat inévitable de la condamnation. Mais même si le coupable inculpé était acquitté lors de l'épreuve, il était banni du royaume. En d'autres termes, les délibérations du grand jury constituaient le véritable procès ; tous ceux qu'il accusait étaient punis d'une manière ou d'une autre, et la communauté était débarrassée du malfaiteur, d'une façon ou d'une autre, comme cela était décidé « par le serment de douze chevaliers des cents (hundred) ou, si les chevaliers n'étaient pas présents, par le serment de douze hommes libres légitimes ».